# Barjanski spreletavec
Barjanski spreletavec (znanstveno ime Leucorrhinia dubia) je vrsta raznokrilih kačjih pastirjev iz družine ploščcev, razširjena po Zahodni, Srednji in Severni Evropi ter proti vzhodu prek Sibirije vse do Japonske.

## Opis
Je srednje velik kačji pastir. Odrasli dosežejo 31 do 36 mm v dolžino, zadnji krili pa merita 23 do 28 mm. Osnovna barva telesa je črna, z rumenkastimi do rjavimi pegami na oprsju in zadku, ki se pri samcih s staranjem počasi obarvajo temnordeče, predvsem pa je zanj značilna bela obrazna maska. Na daljavo ga je možno zamenjati z nekaterimi drugimi kačjimi pastirji z rdečimi pegami, predvsem vresnim spreletavcem iz Severne Evrope, ki ima nekoliko večje pege in rumenkasto obarvan sprednji rob kril. Tudi črni kamenjak je podoben, a ima prav tako večje pege, predvsem pa nikoli povsem bele obrazne maske.
Opisani sta dve podvrsti, ki ju nekateri avtorji obravnavajo kot samostojni vrsti. L. dubia dubia je razširjena po Evropi zahodno od Urala, L. dubia orientalis pa v vzhodnem delu območja razširjenosti. Orientalska se od evropske podvrste loči po odsotnosti nekaterih peg na zadku in dolžini trnov pri ličinkah, vendar slednji znak ni zanesljiv, saj je dolžina trnov odvisna tudi od okoljskih dejavnikov, zlasti prisotnosti plenilcev.

## Habitat in razširjenost
Barjanski spreletavec se razmnožuje v močvirjih in ribnikih na kisli podlagi, bolj proti severu pa tudi v jezerih. Globina vode in velikost habitata sta manj pomembna, slabše pa prenaša prisotnost plenilcev (rib). Odrasli letajo od začetka maja do konca avgusta.
Je najbolj razširjen predstavnik rodu spreletavcev (Leucorrhinia), čigar območje razširjenosti obsega ves srednji in severni del Evrope ter Sibirijo vzhodno do Kamčatke in Japonske. Največ podatkov je za Severno Evropo, kjer je ena najpogostejših pomladnih vrst kačjih pastirjev. Na Balkanu je prisoten le po gorovjih, kar nakazuje, da so tamkajšnje populacije reliktne.
Ozemlje Slovenije je na južnem robu glavnega dela območja razširjenosti, barjanski spreletavec se pojavlja v visokih barjih Julijskih Alp in Pohorja na severu države. Na Rdeči seznam kačjih pastirjev iz Pravilnika o uvrstitvi ogroženih rastlinskih in živalskih vrst v rdeči seznam je mrtvični spreletavec uvrščen kot prizadeta vrsta; upoštevajoč redkost habitatov ga je možno opredeliti tudi za kritično ogroženega, pri tem pa so vsi habitati v državi že zaščiteni, zato neposredne nevarnosti za izumrtje ni.